# Orłodziobek ciemnosterny
Orłodziobek ciemnosterny (Eutoxeres aquila) – gatunek małego ptaka z rodziny kolibrowatych (Trochilidae), występujący w Ameryce Centralnej i północno-zachodniej części Ameryki Południowej.

## Podgatunki i zasięg występowania
Wyróżnia się trzy podgatunki E. aquila:
- E. a. salvini Gould, 1868 – wschodnia Kostaryka do zachodniej Kolumbii
- E. a. heterurus Gould, 1868 – południowo-zachodnia Kolumbia do zachodniego Ekwadoru
- E. a. aquila (Bourcier, 1847) – wschodnia Kolumbia do północnego Peru

## Morfologia
Wygląd
Szarozielony ptak z czerwonawobrązowym brzuchem i biało nakrapianym ogonem. Cechą charakterystyczną jest długi, zakrzywiony dziób przystosowany do pobierania nektaru z kwiatów. Samice są podobne do samców, ale mają nieco krótsze skrzydła.
Średnie wymiary
- Długość ciała – 11,4–13,5 cm[7].
- Masa ciała – 10,6 ± 1,4 g[7].

## Ekologia i zachowanie
Biotop
Podszyt wiecznie zielonych lasów górskich, brzegi lasów i zarośla.
Pożywienie
Głównie nektar roślin z rodzajów Heliconia i Centropogon; zjada również owady, niekiedy także pająki.
Rozród
Budową gniazda i obowiązkami rodzicielskimi zajmuje się wyłącznie samica. Gniazdo w kształcie filiżanki jest zbudowane z cienkich korzonków, sierści zwierząt, piór, kłączy grzybów i włókien roślinnych. Samica zwykle używa pajęczyn, aby skleić wszystkie materiały razem. Gniazdo zazwyczaj wisi od 1 do 4 m nad strumieniami, potokami lub wodospadami, przyczepione jest do liści Heliconia lub spodniej strony dużych liści np. bananowatych; czasami spotykano je pod mostami czy dachami domów. Samica składa 2 białe eliptyczne jaja i wysiaduje je przez 16–17 dni. Chroni pisklęta i karmi je poprzez regurgitację. Młode opuszczają gniazdo po 22–25 dniach od wyklucia. 

## Status
Międzynarodowa Unia Ochrony Przyrody (IUCN) uznaje orłodziobka ciemnosternego za gatunek najmniejszej troski (LC – least concern) nieprzerwanie od 1988 roku. Liczebność światowej populacji, według szacunków organizacji Partners in Flight z 2022 roku, mieści się w przedziale 50 000 – 499 999 dorosłych osobników. Trend liczebności populacji oceniany jest jako spadkowy.